# 盧銓
盧銓，字省非，永定人，清朝政治人物、進士出身。
雍正五年（1727年），登進士，授鐵嶺縣知縣。